# Sulphur (Nevada)
Sulphur ist eine Geisterstadt im Humboldt County, Nevada. Der Ort war eine Station der Feather River Route bei Meile 474,52 in der Black Rock Desert entlang der Kamma Mountains, die von der Western Pacific Railroad gebaut und betrieben wurde.
Benannt wurde der Ort nach den dort vorkommenden Schwefelablagerungen. Sulphur ist ebenfalls ein Bergbaurevier.

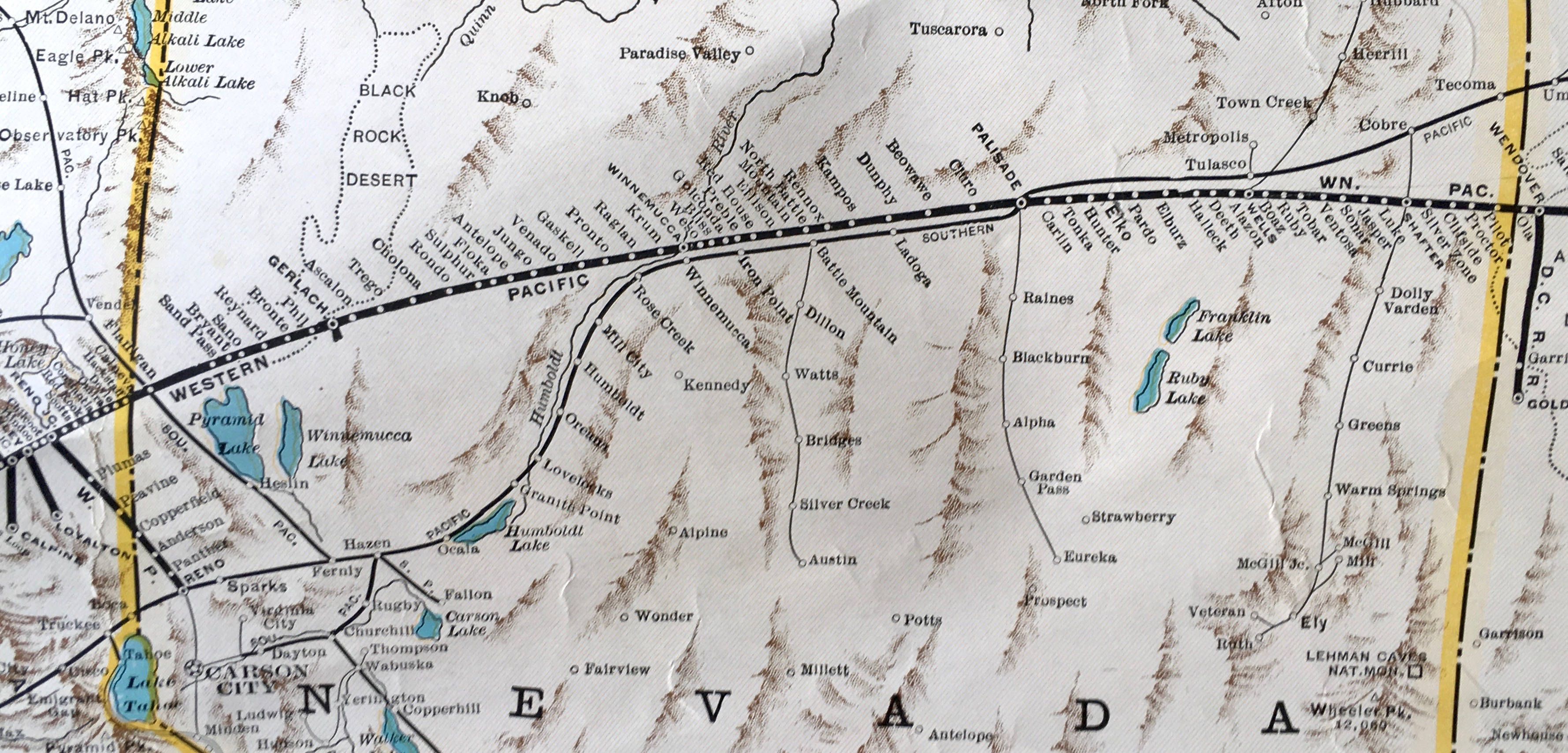
Strecke der Western Pacific Railroad in Nevada 1931